# Umspannanlage Oberzier
Die Umspannanlage Oberzier (auch Umspannwerk Oberzier, Bezeichnung des Betreibers: Station Oberzier) ist eine Umspann- und Schaltanlage des Übertragungsnetzbetreibers Amprion westlich des Niederzierer Ortsteiles Oberzier im deutschen Bundesland Nordrhein-Westfalen. Sie verfügt über die Spannungsebenen 380 kV (Höchstspannung) sowie 110 kV (Hochspannung) und stellt als eines der größten Umspannwerke in Deutschland einen wichtigen Knotenpunkt im deutschen Höchstspannungsnetz dar.
Die Anlage wurde Anfang der 1960er Jahre durch das RWE errichtet, um neben der Umspannanlage Rommerskirchen einen zweiten zentralen Einspeisungspunkt für elektrische Energie aus den Kraftwerken des Rheinischen Braunkohlereviers, etwa des Kraftwerks Weisweiler, in das 380-kV-Netz zur Verfügung zu haben. Über eine weitere Leitung besteht seit 1967 eine Verbindung mit dem niederländischen Übertragungsnetz über das Umspannwerk Maasbracht.
Von 2018 bis 2020 entstand auf einem Areal westlich der Freiluftschaltanlagen eine Konverterhalle und weitere Aufbauten für das ALEGrO-Projekt, eine Hochspannungs-Gleichstrom-Übertragung, die als Erdkabel mit 320 kV Spannung einen Anschluss an das belgische Übertragungsnetz darstellt.

## Lage und Beschreibung
Das Umspannwerk befindet sich etwa 30 km nordöstlich von Aachen und 35 km westlich von Köln in der Gemeinde Niederzier im Kreis Düren, im Gebiet des Ortsteils Oberzier. Südlich der Anlage liegt der Ortsteil Huchem-Stammeln, unmittelbar nordwestlich der Ortsteil Berg. In näherer Umgebung befinden sich außerdem die beiden Braunkohletagebaue Hambach und Inden sowie das Kraftwerk Weisweiler.
Über die Höchstspannungsebene von 380 kV wird die Energie aus den rheinländischen Braunkohlekraftwerken Weisweiler, über Rommerskirchen aus den Kraftwerken Niederaußem und Neurath und über Sechtem aus dem Kraftwerk Goldenberg eingespeist. Weitere Leitungen führen als internationale Verbindung nach Nordwesten über Siersdorf ins niederländische Maasbracht sowie nach Süden durch die Eifel über das Umspannwerk Niederstedem zur saarländischen Umspannanlage Uchtelfangen. Der Tagebau Hambach wird über drei 380-kV-Kreise ebenfalls über die Anlage versorgt. 110-kV-Verbindungen führen sowohl über die Leitung nach Maasbracht in Richtung Siersdorf als auch über die Leitung nach Weisweiler in Richtung Düren.

## Geschichte

### Vorentwicklung
Mit steigendem Stromverbrauch infolge des Wirtschaftswunders in den 1950er Jahren kam es durch den Bau neuer Blöcke zu einer Leistungssteigerung der Braunkohlekraftwerke des RWE im rheinischen Revier. Durch die nun stark gestiegene Stromerzeugung reichten die vor dem Zweiten Weltkrieg, teils in den 1920er Jahren, errichteten 220-kV-Leitungen in ihrer Kapazität nicht mehr aus. Ab etwa 1954 wurde daher mit dem Bau eines Höchstspannungsnetzes mit 380 kV Spannung zwischen dem Rheinland und Süddeutschland begonnen, dessen zentraler Knotenpunkt im Rheinland das Umspannwerk Rommerskirchen war.
Von Rommerskirchen führte eine zweikreisige, für 380 kV ausgelegte Leitung zum Kraftwerk Weisweiler, um die 1955 bzw. 1959 neu gebauten Blöcke A–D mit zunächst 220 kV an das Höchstspannungsnetz anzuschließen. An diese Leitung schloss eine weitere 380-kV-Leitung an, die bei Selhausen von der Leitung Rommerskirchen–Weisweiler abzweigte und in Richtung Süden zum Umspannwerk Niederstedem mit Anschluss an das Pumpspeicherwerk Vianden verlief. Diese 1960 errichtete Leitung wurde über ein Trassendreieck bei Selhausen in die Leitung Weisweiler–Rommerskirchen eingeschleift.
Während der Anschluss des Kraftwerks Weisweiler an Rommerskirchen zunächst noch mit 220 kV betrieben wurde, ging die Leitung Rommerskirchen–Hoheneck schon 1957 als erste Leitung in Deutschland auf einem Stromkreis mit 380 kV in Betrieb. Eine Umstellung weiterer nach Rommerskirchen führender Leitungen auf 380 kV war mit dem stetigen Ausbau der Kapazitäten in den umliegenden Braunkohlekraftwerken absehbar.

### Bau der Anlage

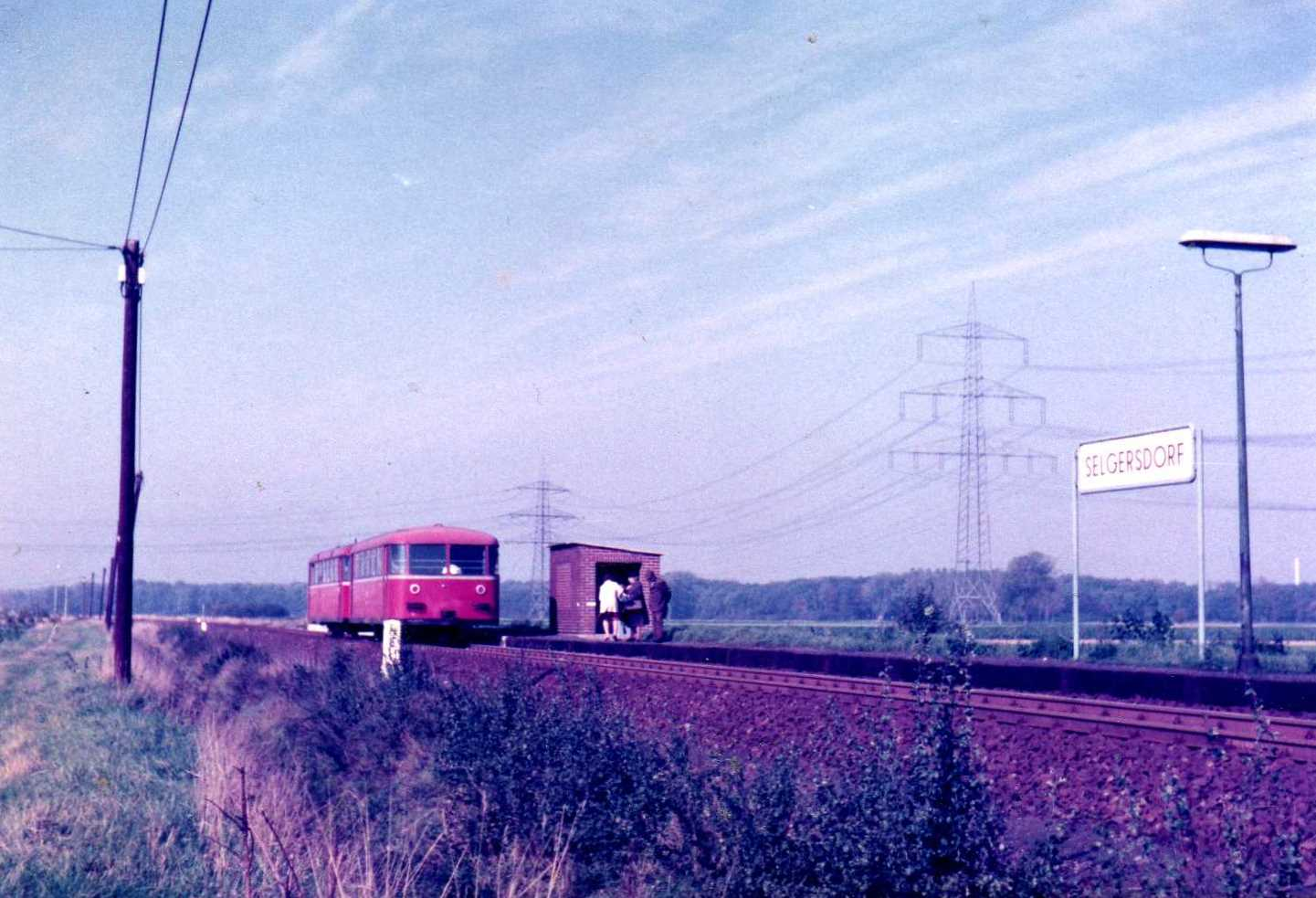
Freileitung nach Maasbracht und zur Trafo-Anlieferung genutzte Bahnstrecke Düren–Jülich im Jahr 1976

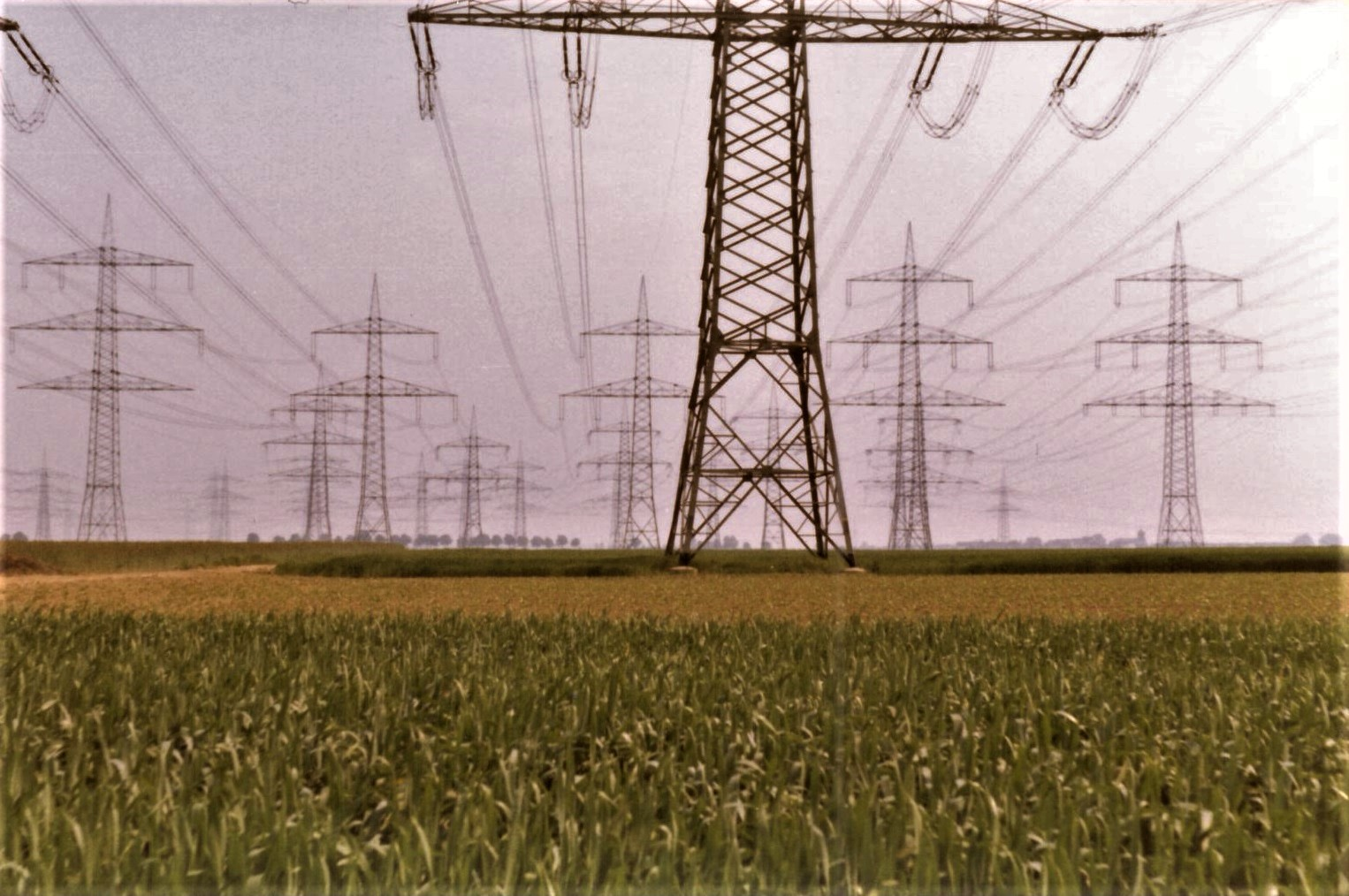
Freileitungen südlich des Umspannwerks, um 1978

Das heutige Umspannwerk wurde schließlich im Jahr 1964 errichtet, um die elektrische Energie, die im Westrevier um die Tagebaue Hambach, Inden und Zukunft erzeugt wurde, ins gerade entstehende Höchstspannungsnetz mit einer Spannung von 380 kV einzuspeisen. Die Leitung Rommerskirchen–Weisweiler wurde geteilt und von beiden Enden jeweils separat in die Schaltanlage eingeschleift. Im selben Jahr ging im Saarland die Umspannanlage Uchtelfangen auf der 380-kV-Ebene in Betrieb, sodass über die neu entstandene Verbindung Oberzier–Niederstedem–Uchtelfangen–Bürstadt ein Ring aus 380-kV-Leitungen entstand, der die Kraftwerke des rheinischen Reviers, der saarländischen Kohlekraftwerke und des Kraftwerks Vianden auf der neuen Höchstspannungsebene miteinander verband. Im Zuge der Inbetriebnahme dieses Höchstpannungs-Ringnetzes wurden durch das RWE auch die Wasserkraftwerke der Schweiz mit in diesen Netzverbund einbezogen, indem man den zweiten Stromkreis der Leitung Rommerskirchen–Hoheneck und einen Stromkreis der Leitung Hoheneck–Herbertingen–Tiengen von 220 kV auf 380 kV umstellte.
Mit dem Aufbau eines landesweiten 380-kV-Netzes in den Niederlanden, der ebenfalls in den 1960er Jahren begann, war eine Netzkupplung zwischen deutschem und niederländischem Höchstspannungsnetz vorgesehen. Im Jahr 1967 wurde der Bau einer grenzüberschreitenden Verbindung zwischen dem RWE und der N.V. Samenwerkende Elektriciteits-Productiebedrijven (SNP) in Maasbracht vereinbart. Der Anschluss an das RWE-Netz sollte dabei über Oberzier gewährleistet werden. Im Gegensatz zu allen anderen Leitungen, die aus südlicher Richtung in die Anlage führen, erreicht die aus den Niederlanden kommende Leitung diese aus nordwestlicher Richtung.
In den 1970er Jahren wurde das Umspannwerk mehrfach erweitert und dabei neue Freileitungen angeschlossen:
- Eine kombinierte 380/220/110-kV-Leitung, die 1973 fertiggestellt wurde, sollte als zweite Einspeisung aus dem Kraftwerk Weisweiler – wahrscheinlich über das Umspannwerk des ehemaligen Kraftwerks Zukunft – nach Oberzier dienen.[3] Sie wurde allerdings nicht auf ihrer vollen Länge gebaut und auch nur mit zwei 110-kV-Kreisen in Betrieb genommen. Diese Leitung verlässt das Umspannwerk zunächst in südliche bis südöstliche Richtung, schwenkt dann nach Südwesten und trifft westlich von Arnoldsweiler auf die BAB 4. Vom Umspannwerk Talbenden nahm die Leitung zwei weitere 110-kV-Kreise auf und folgte der Autobahn bis Hoven, von wo sich eine vierkreisige 110-kV-Leitung zum Umspannwerk Mariaweiler fortsetzte. Mit der Ausbreitung des Tagebaus Inden wurde im Jahr 2010 die 380-kV-Leitung nach Weisweiler auf diese Masten umverlegt, zusätzlich entstand entlang der BAB 4 eine Leitung auf neuen Masten.

- Im Jahr 1975 wurde eine 380-kV-Leitung von Oberzier zum Umspannwerk Sechtem gebaut, wo ein Anschluss an das Kraftwerk Goldenberg und den Chemiepark Knapsack besteht.[3] Bis 1979 folgte eine Fortsetzung über Siegburg zum Umspannwerk Dauersberg. Sie ermöglichte eine Versorgung der chemischen Industrie südlich von Köln auf der Höchstspannungsebene sowie eine direkte Verbindung zum mitteldeutschen Leitungsnetz der PreussenElektra. Im Zuge des Baus dieser Leitung wurde die von Oberzier nach Niederstedem führende Leitungstrasse leicht verlegt.

- Eine weitere neue 380-kV-Leitung wurde ab 1978 gebaut, um den damals in der Erschließung befindlichen Tagebau Hambach mit seinem gigantischen Maschinenpark mit Strom zu versorgen.[3] Diese ist für vier Stromkreise ausgelegt und wurde zunächst nur mit zwei, mittlerweile mit drei Stromkreisen belegt. Am südwestlichen Rand des Tagebaus wurde eine 380-/30-kV-Umspannanlage gebaut, wo über drei 200-MVA-Transformatoren in das rund 350 km lange 30-kV-Versorgungsnetz des Tagebaus eingespeist wird. Im Jahr 1980 ging die Stromversorgung des Tagebaus dann in Betrieb.[4]

In den 1960er Jahren war eine weitere 380-kV-Leitung geplant, die von Oberzier über die Umspannwerke Dülken und Utfort nach Wesel führen und damit eine nordwestliche Schleife um das rheinische Industriegebiet bilden sollte. Zwar wurden zwischen Dülken und St. Tönis sowie zwischen Kamp-Lintfort und Utfort Abschnitte für eine 380-kV-Leitung gebaut, diese gingen allerdings mit niedrigerer Spannung in Betrieb.
2003 übernahm die Tochtergesellschaft RWE Transportnetz Strom GmbH die Anlage zusammen mit dem gesamten Übertragungsnetz des RWE. Seit 2009 trägt sie, als mittlerweile eigenständiges Unternehmen, den Namen Amprion und ist für die 380- und 220-kV-Leitungen im vormaligen RWE-Netz zuständig. Das 110-kV-Netz wurde seit 2003 von der RWE-Tochter Rhein-Ruhr Verteilnetz betrieben, die zum 1. Januar 2013 Mitbegründerin von Westnetz ist.

### Modernisierung
Noch bis voraussichtlich 2023[veraltet] wird die Anlage für etwa 50 Millionen Euro bei laufendem Betrieb vollständig modernisiert, dies geschieht auch im Hinblick auf den Bau der Konverterstation am Standort Oberzier. Seit Frühjahr 2016 werden Fundamente, Sammelschienen und Stahlkonstruktionen erneuert sowie die Anlagenfläche vergrößert, schon im Herbst 2015 wurde der erste neue Transformator in Betrieb genommen. Ein zweiter neuer 350-MVA-Transformator wurde am Freitag, dem 13. Oktober 2017, angeliefert und sollte bis August 2018 in Betrieb gehen.
Die Leitung von Rommerskirchen nach Weisweiler führt mitten durch das Erweiterungsgebiet des Tagebaus Hambach und muss daher verlegt werden. Im Jahr 2017 wurde hierfür eine Ersatztrasse von Rommerskirchen kommend zur Leitung Oberzier–Sechtem bei Blatzheim gebaut, die dort in die vorhandene Leitung eingeschleift ist. Diese Leitung ist seit 2018 in Betrieb, womit die alte Leitung außer Betrieb genommen wurde. Entsprechend der Planung wurde sie von Juni bis August 2020 demontiert.
Geplant ist, die Leitung nach Sechtem im Abschnitt Oberzier–Blatzheim von zwei auf vier 380-kV-Stromkreise zu erweitern, wofür neue Masten gebaut werden müssen, da die derzeit eingesetzten Donaumasten nur für zwei Stromkreise ausgelegt sind. Statt des 2018 als Übergangslösung in Betrieb genommenen Abzweigs werden beide Stromkreise der von Paffendorf her kommenden Leitung in das Umspannwerk Oberzier führen, sodass derselbe Zustand wie vor Außerbetriebnahme der alten Leitung nach Rommerskirchen, nun auf veränderter Trasse, wieder hergestellt wird. Die genaue Trassenführung dieser Leitung steht bislang (März 2020) allerdings noch nicht fest.

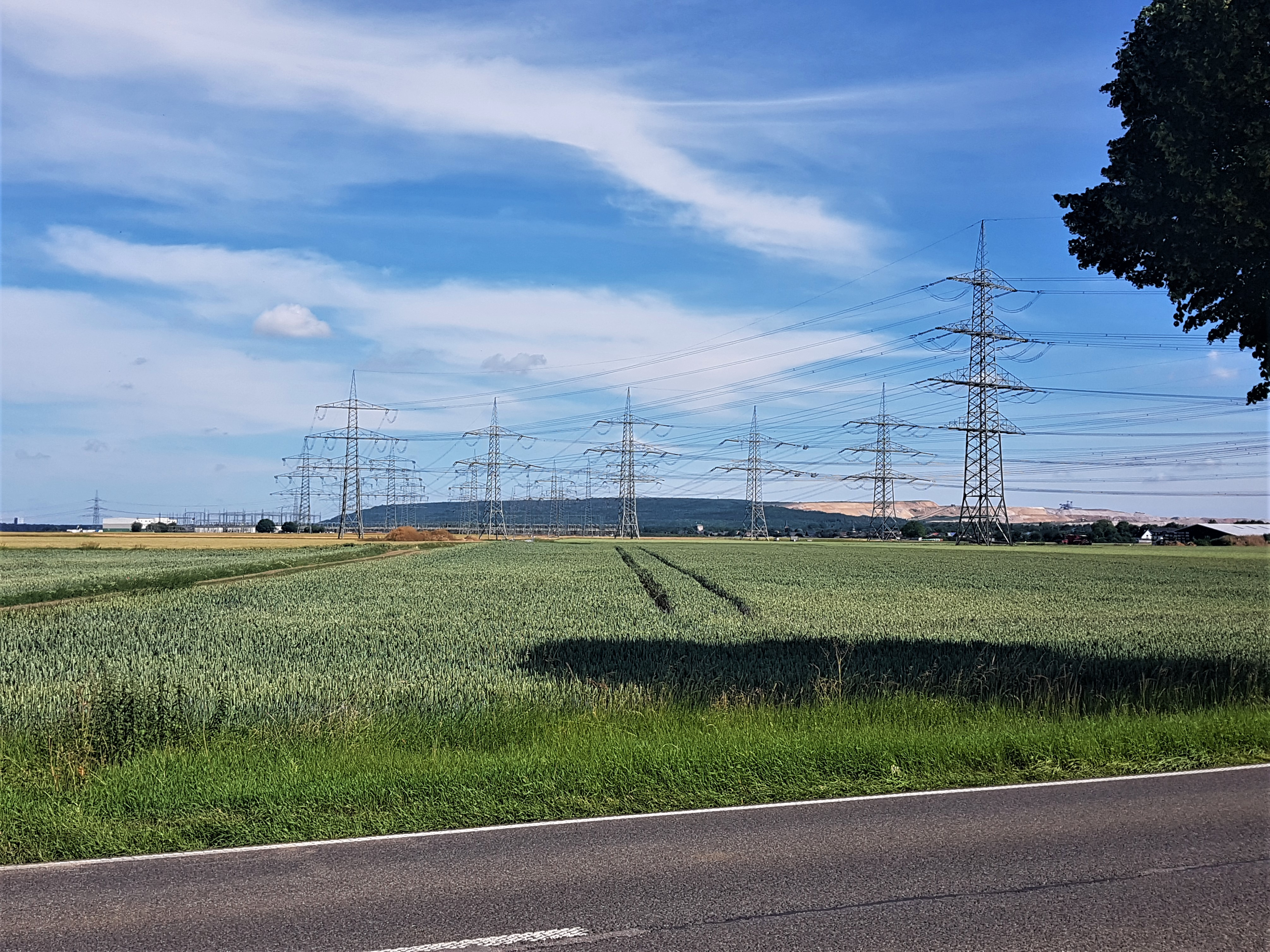
19. Juni 2020: Kurz vor dem Abbau der Leitung nach Rommerskirchen (2. von rechts)
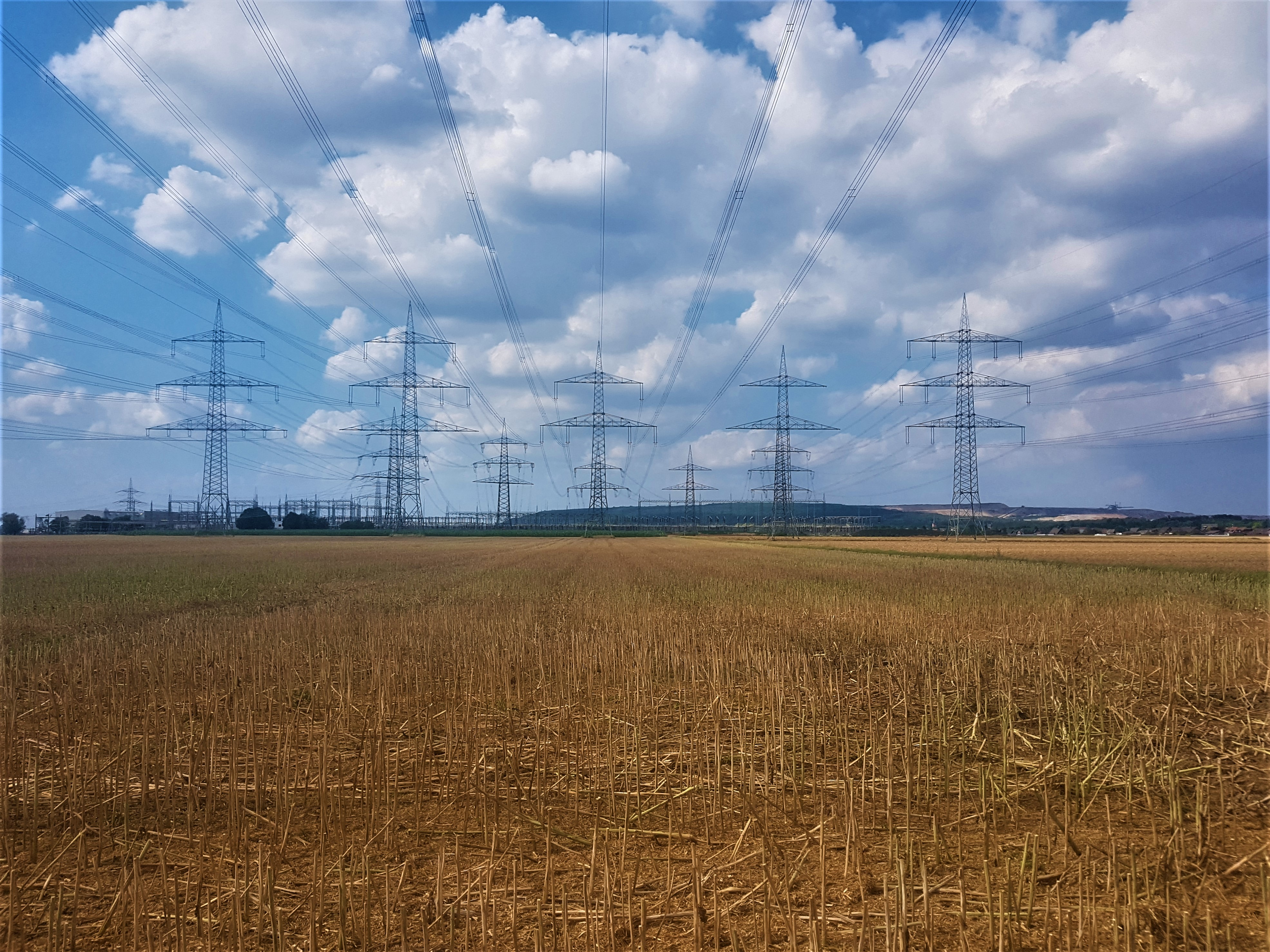
18. Juli 2020: Leitung nach Rommerskirchen ohne Leiterseile
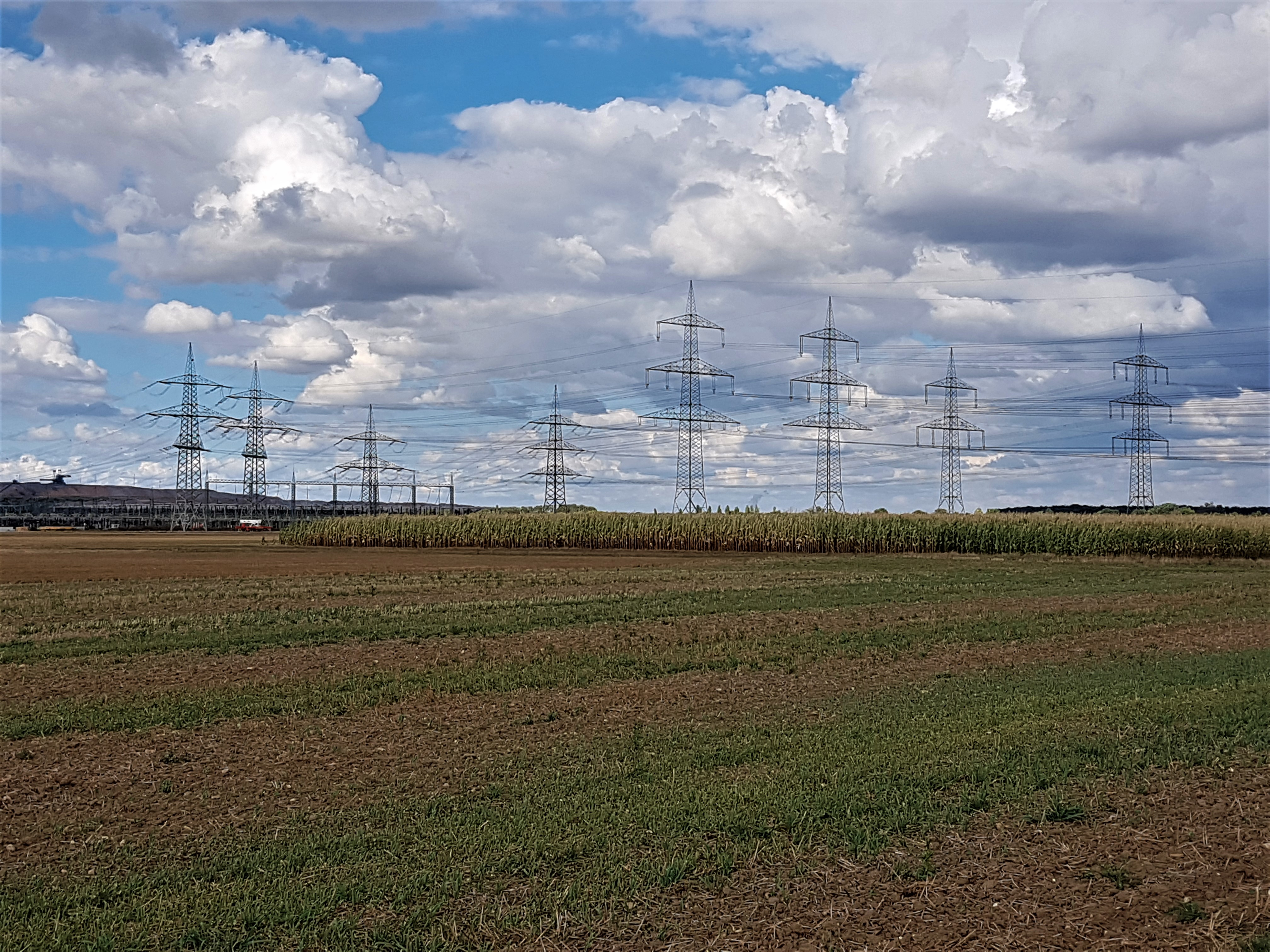
29. August 2020: Auch die Masten der Rommerskirchener Leitung sind abgebaut

### Konverterstation

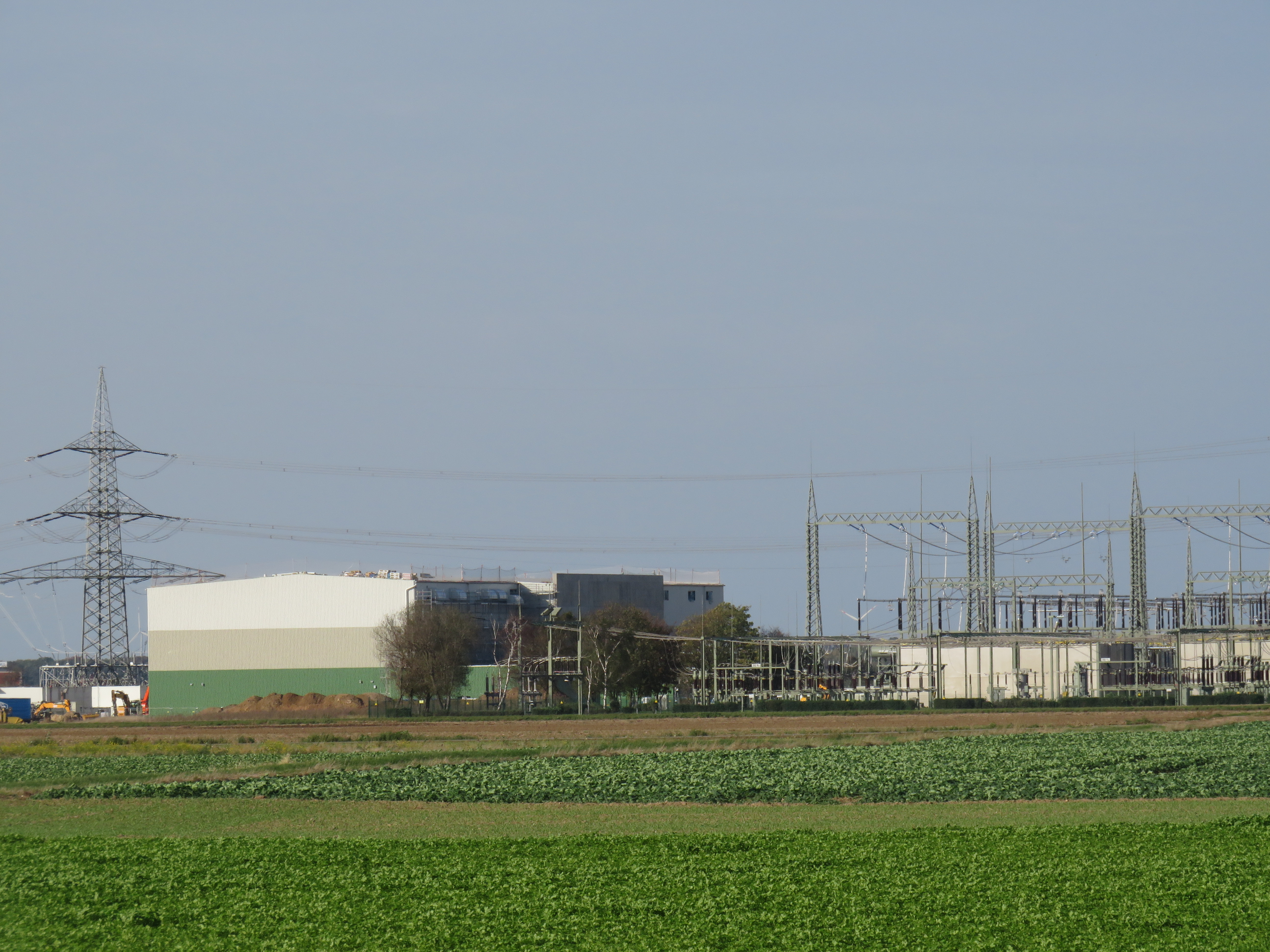
Konverterhalle im Bau

Bis 2020 gab es zwischen dem deutschen und dem belgischen Stromnetz keine direkte Leitungsverbindung. Die als Erdkabel geplante, rund 100 km lange Gleichstromverbindung ALEGrO (Aachen Lüttich Electricity Grid Overlay) zwischen Oberzier und dem belgischen Umspannwerk Lixhe des Netzbetreibers Elia sollte daher als erste Direktverbindung die Versorgungssicherheit verbessern. Die Inbetriebnahme erfolgte Ende des Jahres 2020 nach einer symbolischen Zeremonie im Aachener Rathaus am 9. November. Der Standort Oberzier wurde wegen der besseren Anbindung mit dem deutschen Übertragungsnetz und der besseren Leistungsfähigkeit gewählt. Daher wurde das Umspannwerk um eine Konverterstation erweitert:
Im Mai 2019 wurde die Bodenplatte für die 6500 m² große Konverterhalle gegossen. Die Halle soll die sensible Technik aus Transistoren, Dioden, Kondensatoren und Spulen vor den Witterungseinflüssen schützen. Im Juni wurde der erste der vier je 260 Tonnen schweren Transformatoren mit einem Spezialtransporter angeliefert. Drei der Transformatoren sind für den täglichen Betrieb vorgesehen, einer dient als Reserve. Im Herbst 2019 wurde der Rohbau der Konverterhalle fertiggestellt. Anschließend erfolgte der Innenausbau der Gebäudetechnik und der Leistungselektronik. Die Schaltschränke wurden bereits vorab im Siemens-Werk in Erlangen getestet, wurden dort abgebaut und in Oberzier wieder aufgebaut. Im Regelbetrieb soll die Konverterstation aus den Amprion-Zentralen Rommerskirchen und Brauweiler ferngesteuert werden.

## Technik

### Technischer Aufbau
Die Anlage teilt sich in drei Bereiche auf – je eine Schaltanlage für 380 kV und 110 kV sowie eine 2020 fertiggestellte Konverterstation zur Umwandlung des Drehstroms aus dem öffentlichen Netz in Gleichstrom für die HGÜ-Verbindung nach Belgien. Die 380-kV-Schaltanlage bildet den flächengrößten Werksteil, sie umfasst 19 Schaltfelder mit fünf Sammelschienen, von denen elf Stromkreise als Freileitung wegführen, fünf als Reserve dienen und zwei über Leistungstransformatoren mit der 110-kV-Anlage verbunden sind.
Der Schaltanlage für 110 kV verfügt über sieben Schaltfelder mit zwei Sammelschienen, von denen zwei Stromkreise als Freileitung und zwei weitere als Erdkabel wegführen – letztere waren ebenso als Freileitung ausgeführt, im Rahmen der Errichtung der HGÜ-Konverterstation wurde diese 2019 durch ein um die Anlage herum gelegtes Erdkabel ersetzt. Zwei weitere Schaltfelder sind mit den Transformatoren verbunden, ein weiteres dient als Reserve.
Neben den elektrischen Anlagen befinden sich auf dem Werksgelände noch einige Werksgebäude sowie ein Materiallager am östlichen Rand. Anders als die meisten anderen zu dieser Zeit gebauten Großumspannwerke verfügt die Anlage in Oberzier weder über einen Bahnanschluss zum Trafotransport noch über einen Richtfunkturm. Zur Anlieferung der Leistungstransformatoren nutzt man bis heute die Bahnstrecke Jülich–Düren, wobei die Fracht am Haltepunkt Krauthausen entladen und mit Schwertransportern zum nahegelegenen Umspannwerk gebracht wird.

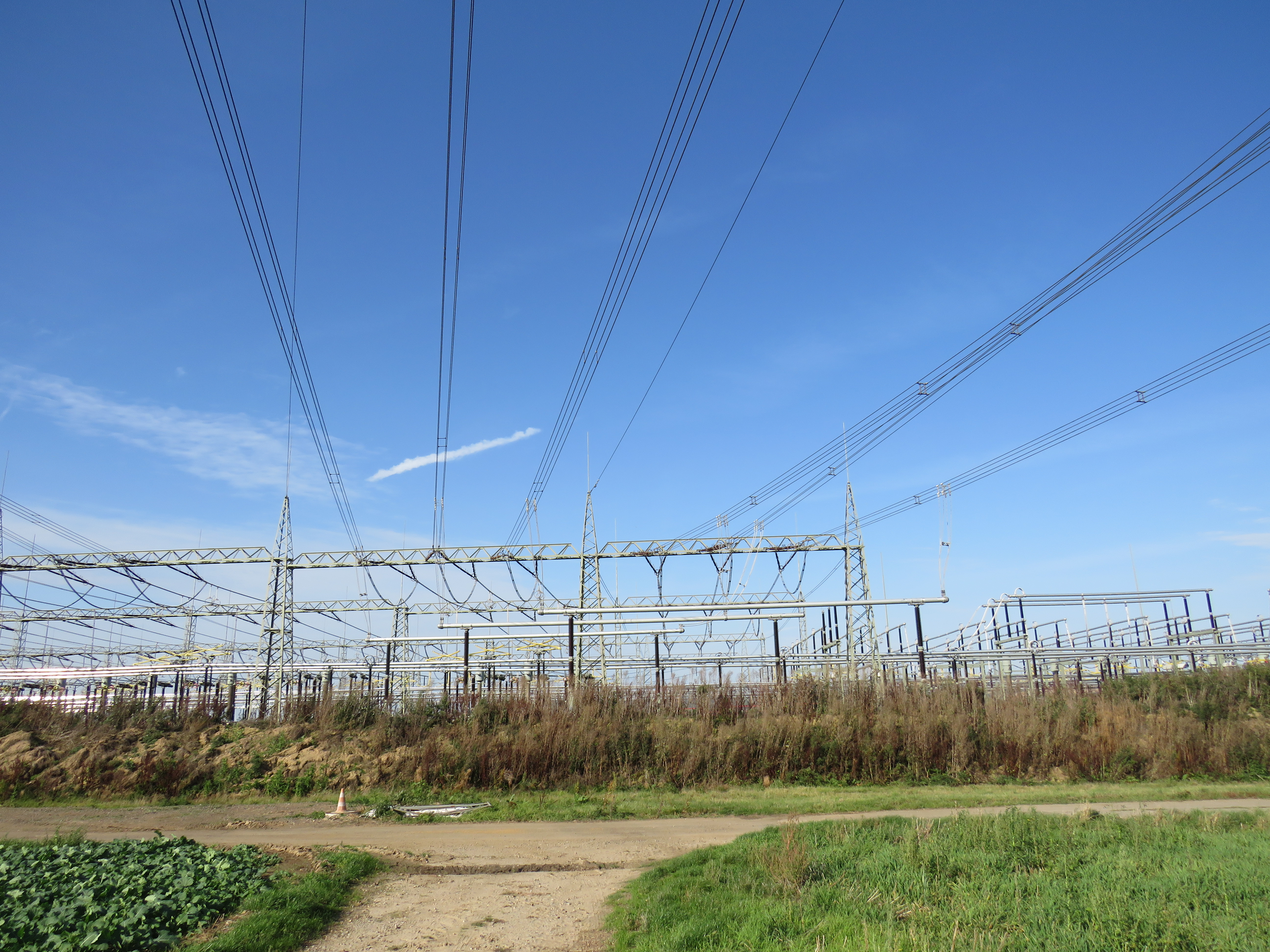
380-kV-Schaltanlage
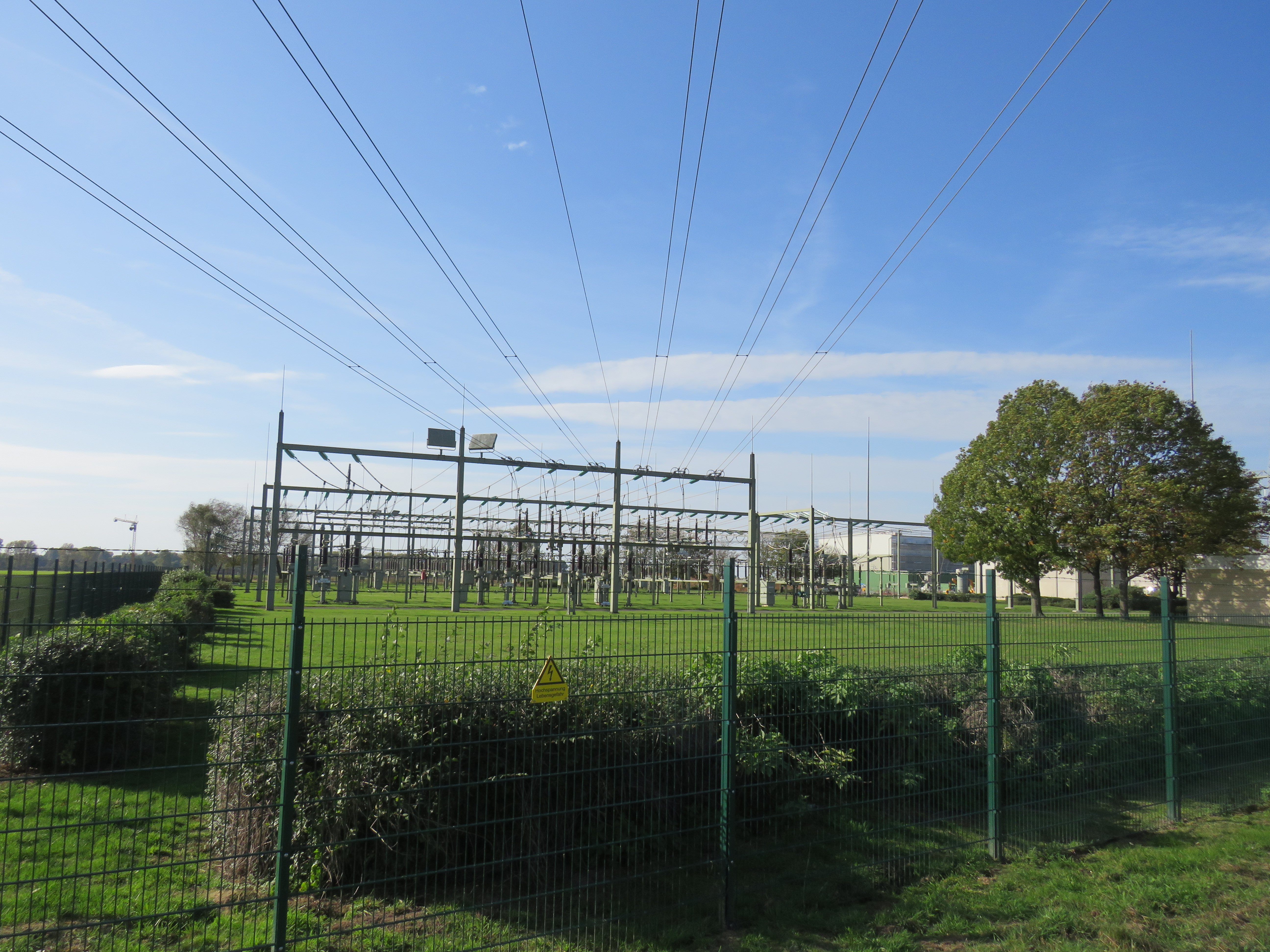
110-kV-Schaltanlage

### Freileitungen
Zum Umspannwerk Oberzier führen insgesamt sechs voneinander unabhängige Freileitungstrassen, von denen eine im Jahr 2018 außer Betrieb gesetzt wurde. Von den in Betrieb befindlichen Stromkreisen werden elf mit 380 kV Spannung betrieben und vier mit 110 kV. Mit Ausnahme der beiden nach Nordwesten wegführenden 110-kV-Kreise sind alle als Freileitung ausgeführt. Erstgenannte waren ursprünglich auch als Freileitung ausgeführt, im Zuge des Baus der Konverterstation allerdings durch ein Erdkabel ersetzt.
Die Leitung zum Kraftwerk Weisweiler und weiter zur Umspannanlage Verlautenheide wurde 2010 aufgrund der Ausbreitung des Tagebaus Inden umtrassiert und führt heute über die bereits für 380 kV vorbereiteten Masten entlang der A 4 bei Düren. Ursprünglich endeten beide Stromkreise im Umspannwerk des Kraftwerks Weisweiler, eine einkreisige Fortsetzung zum Umspannwerk Verlautenheide wurde 1999 fertiggestellt.
Bis 2018 führte ein 380-kV-Stromkreis von Rommerskirchen kommend durch das Umspannwerk Oberzier weiter nach Maasbracht, ohne eine Verbindung mit der Anlage zu besitzen. Mit der Außerbetriebnahme der Leitung nach Rommerskirchen wurde dieser Stromkreis über den Endmasten der genannten Leitung südlich des Umspannwerks umverlegt, sodass er von Süden in ein Schaltfeld mündet.

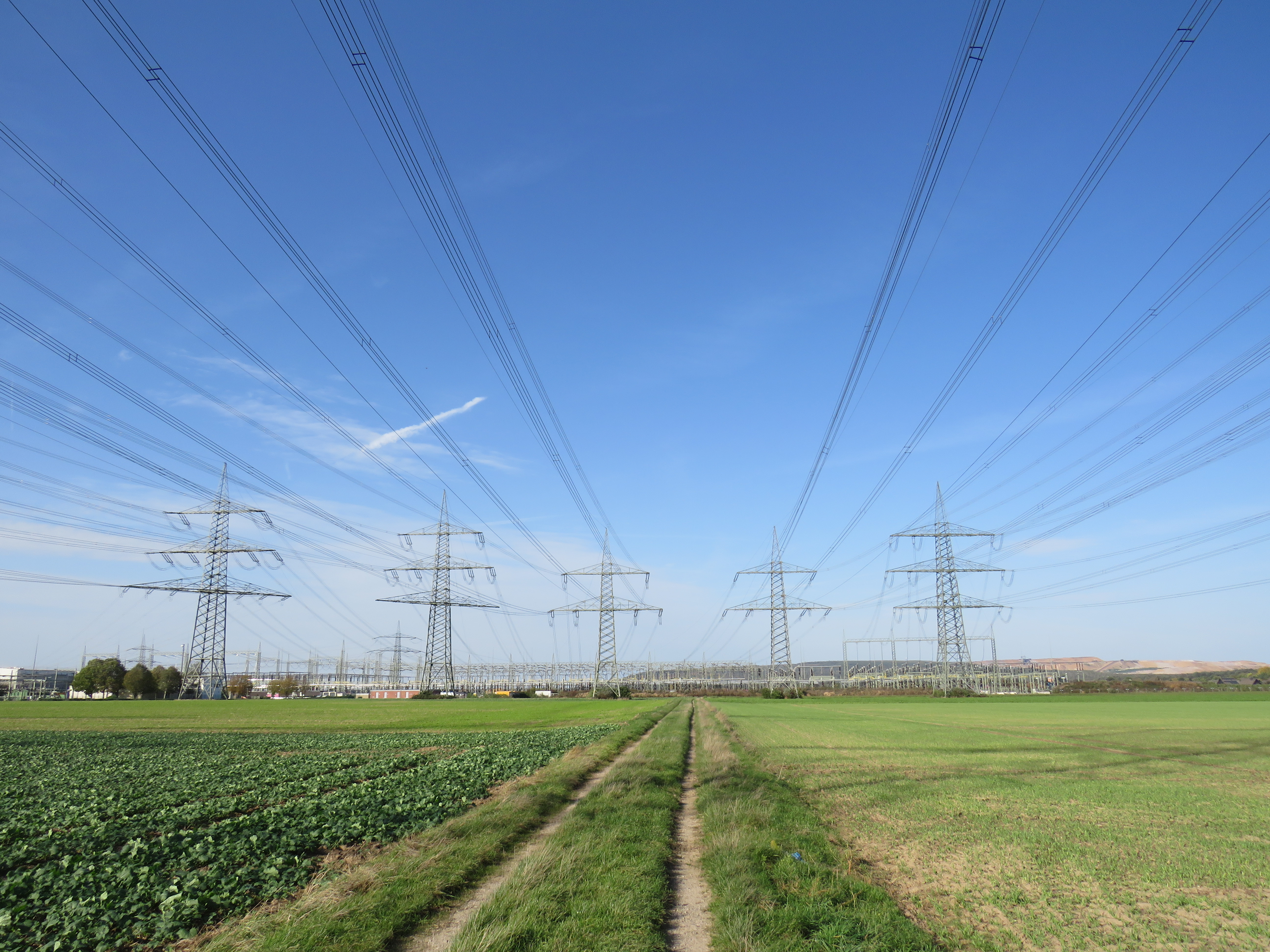
Einmündung der von Süden kommenden Leitungen in das Umspannwerk
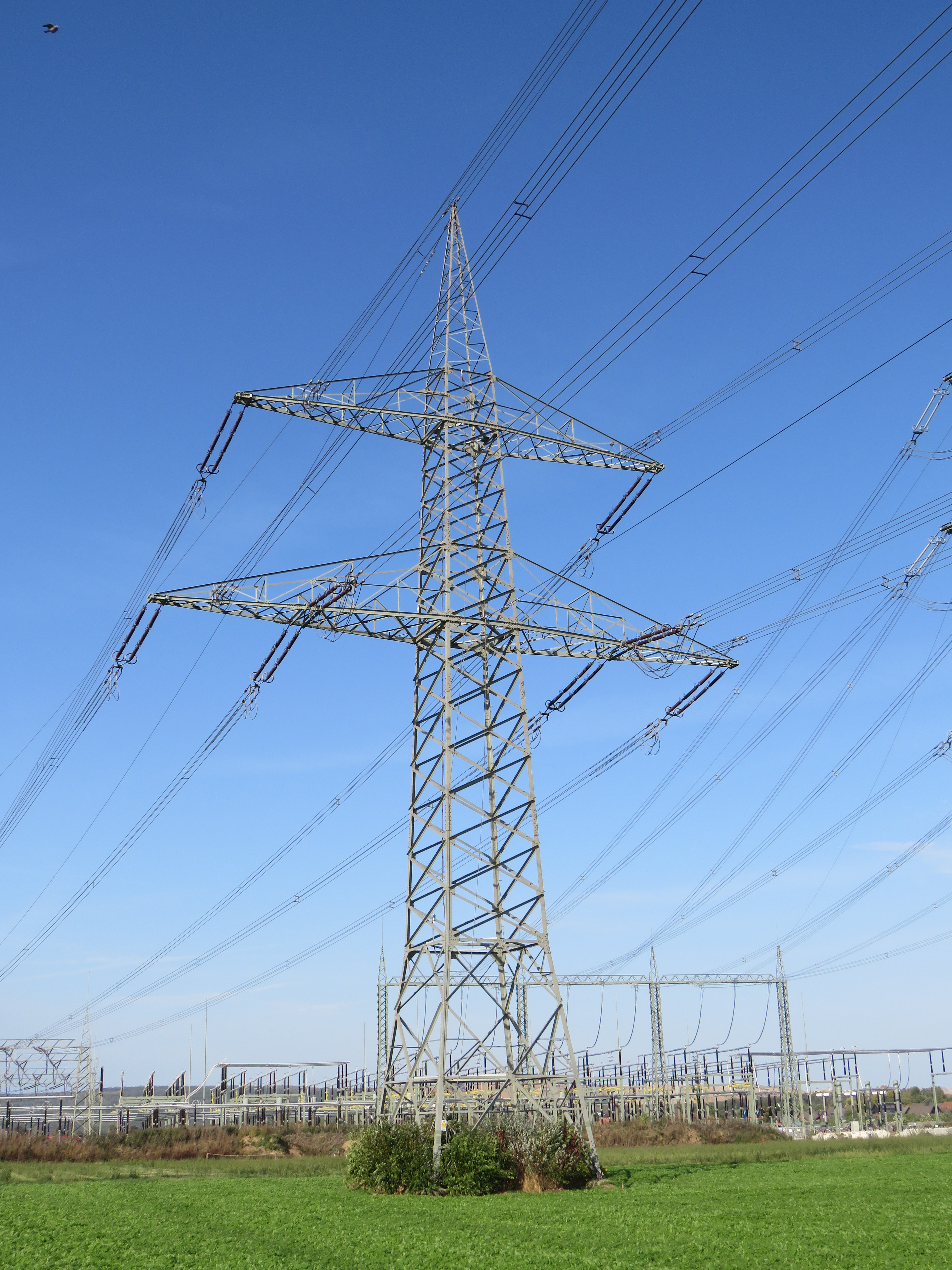
Außer Betrieb genommene Leitung nach Rommerskirchen
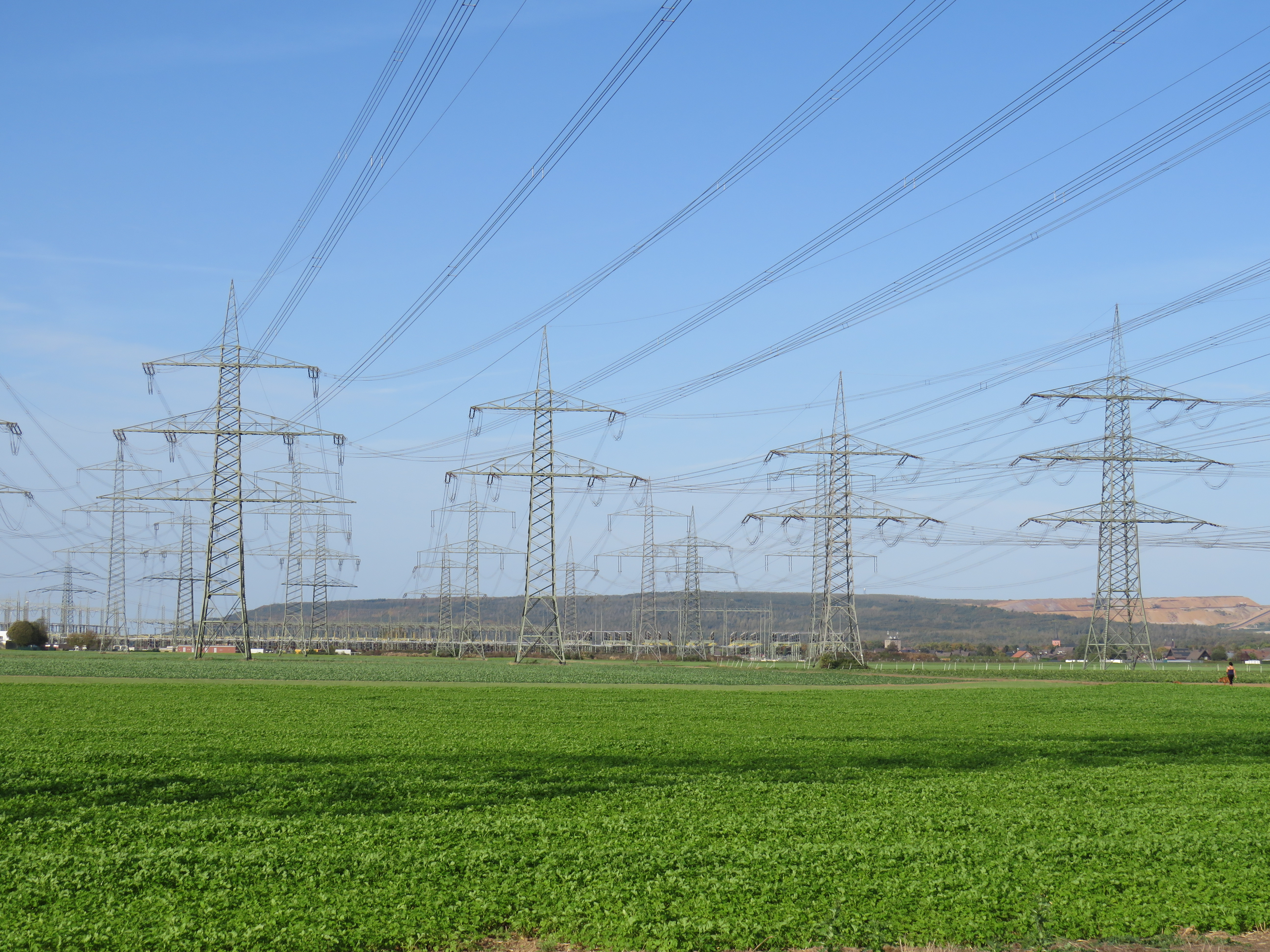
380-kV-Freileitungstrasse nach Süden
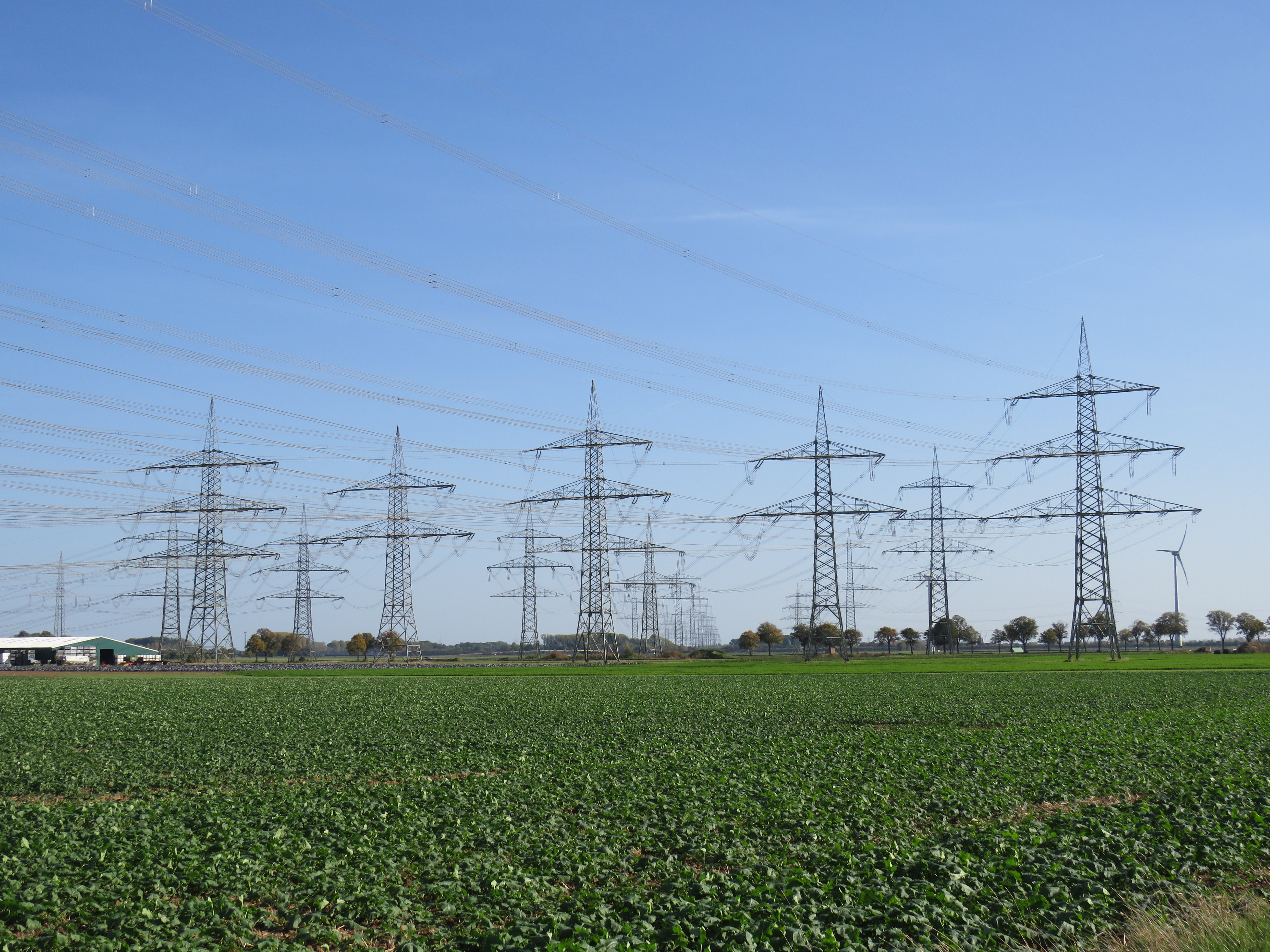
Aufteilung in verschiedene Leitungstrassen (2019)

| Netzbetreiber                 | Spannung | Name des Stromkreises   | Trasse (Bauleit- nummer)                  | Zielort/-station | Baujahr | Himmels- richtung |
| ----------------------------- | -------- | ----------------------- | ----------------------------------------- | ---------------- | ------- | ----------------- |
|                               | 380 kV   | Kirchberg Süd           | 4529                                      | Siersdorf        | 1967    | Süd → Nordwest    |
| Selfkant weiß                 | 380 kV   | Maasbracht (NL)         | 4529                                      | Nordwest         | 1967    |                   |
| Weisweiler Nord               | 380 kV   | 4107                    | Kraftwerk Weisweiler → Station Weisweiler | 1973, 2010       | Süd     |                   |
| Weisweiler Süd                | 380 kV   | 4107                    | Kraftwerk Weisweiler → Station Weisweiler | 1973, 2010       | Süd     |                   |
| Selhausen West                | 380 kV   | 4117, 4527              | Dahlem → Niederstedem                     | 1976, 1960       | Süd     |                   |
| Selhausen Ost                 | 380 kV   | 4117, 4527              | Dahlem → Niederstedem                     | 1976, 1960       | Süd     |                   |
| Sechtem Nord                  | 380 kV   | 4100                    | Sechtem                                   | 1975             | Süd     |                   |
| Sechtem Süd                   | 380 kV   | 4100                    | Sechtem                                   | 1975             | Süd     |                   |
| Selfkant weiß (außer Betrieb) | 380 kV   | 4514                    | Paffendorf → Station Rommerskirchen       | 1950er           | Süd     |                   |
| Oberzier Süd (außer Betrieb)  | 380 kV   | 4514                    | Paffendorf → Station Rommerskirchen       | 1950er           | Süd     |                   |
| Hambach 1a                    | 380 kV   | 4152                    | Hambach                                   | 1978             | Süd     |                   |
| Hambach 2b                    | 380 kV   | 4152                    | Hambach                                   | 1978             | Süd     |                   |
| Hambach 3c                    | 380 kV   | 4152                    | Hambach                                   | 1978             | Süd     |                   |
|                               | 110 kV   |                         |                                           |                  |         |                   |
| Berg Ost                      | Erdkabel | Daubenrath → Siersdorf  | 1967                                      | West             |         |                   |
| Lindern Ost                   | Erdkabel | Daubenrath → Jülich     | 1967                                      | West             |         |                   |
| Mariaweiler West              | 4107     | Talbenden → Mariaweiler | 1973                                      | Süd              |         |                   |
| Mariaweiler Ost               | 4107     | Talbenden → Mariaweiler | 1973                                      | Süd              |         |                   |

### Bahn-Anbindung
Die Anlieferung neuer Großtransformatoren erfolgt seit Jahrzehnten über den nahegelegenen Bahnhof Niederzier-Krauthausen an der Bahnstrecke Jülich – Düren. In diesem kleinen Bahnhof wurde die örtliche Ladestraße, die bis 1988 auch für den allgemeinen Güterverkehr genutzt wurde, schon sehr früh so verstärkt, dass man dort Transformatoren von speziellen Schienenfahrzeugen auf spezielle Lkw umladen konnte. Belegt sind solche Transporte bereits für das Jahr 1978. Im Sommer 2017 wurde das Umladegleis gründlich saniert, der nächste Trafotransport am 8. Oktober 2017 streifte allerdings in Düren die provisorische Holzbrücke des Heerwegs, so dass diese abgerissen werden musste. Im Jahr 2019 wurden schließlich von Mitte Juni an bis zum Jahresende die vier Trafos für das ALEGrO-Projekt angeliefert.

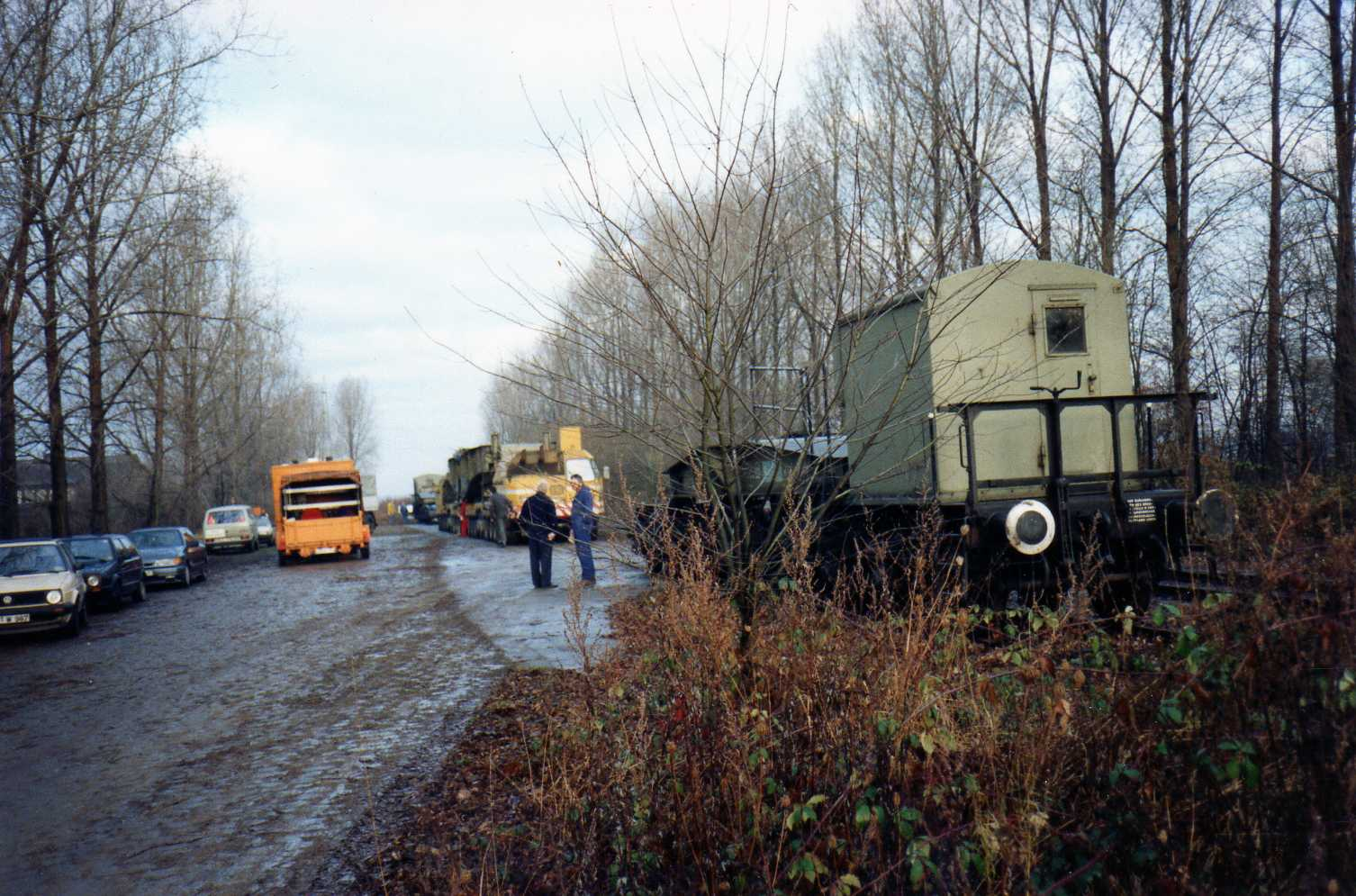
Dezember 1991: Schwerlasttransporter der Bundesbahn samt Straßenfahrzeugen in Krauthausen
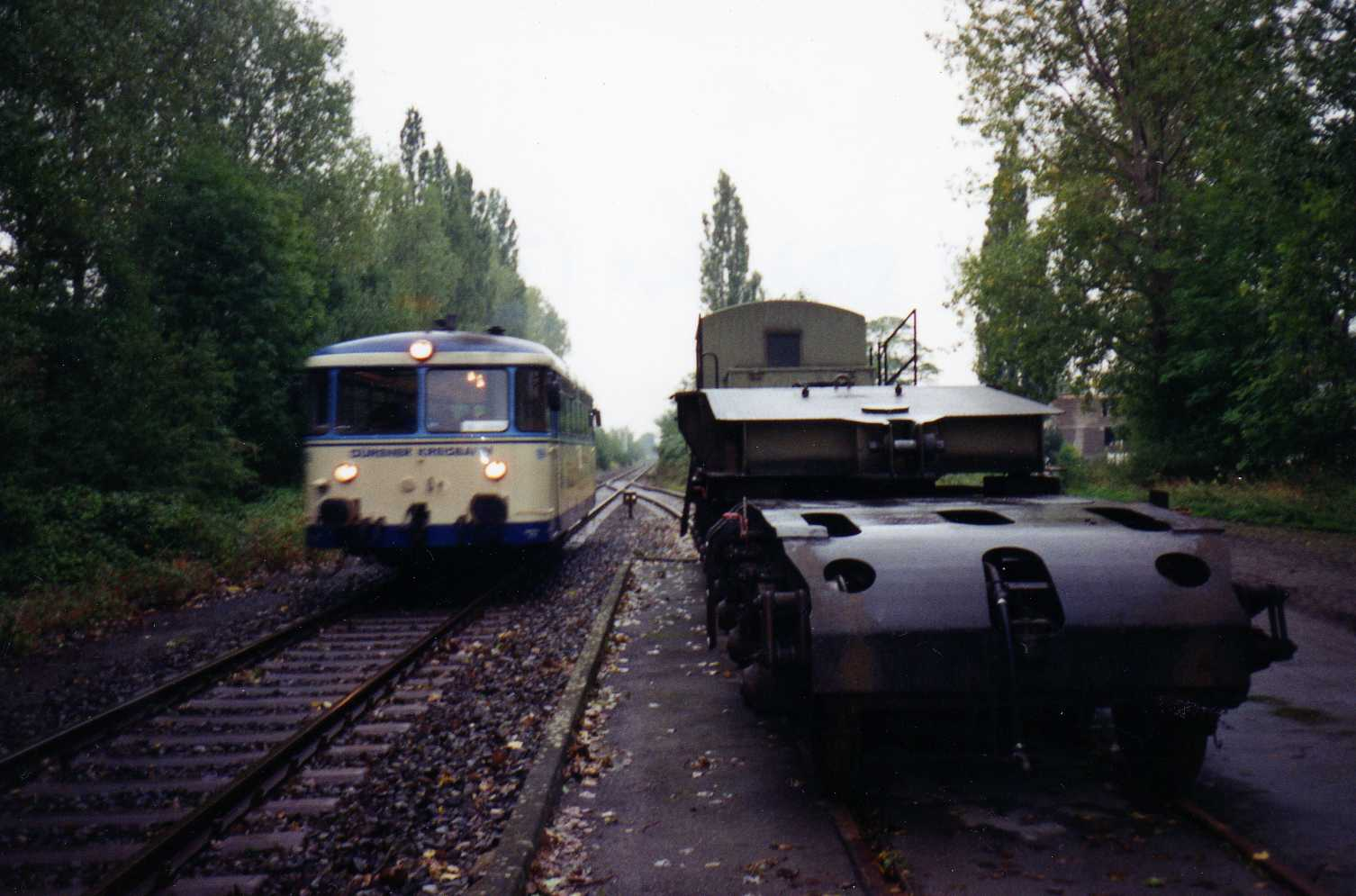
September 1994: Schienenbus der Dürener Kreisbahn passiert Trafo-Transportwagen
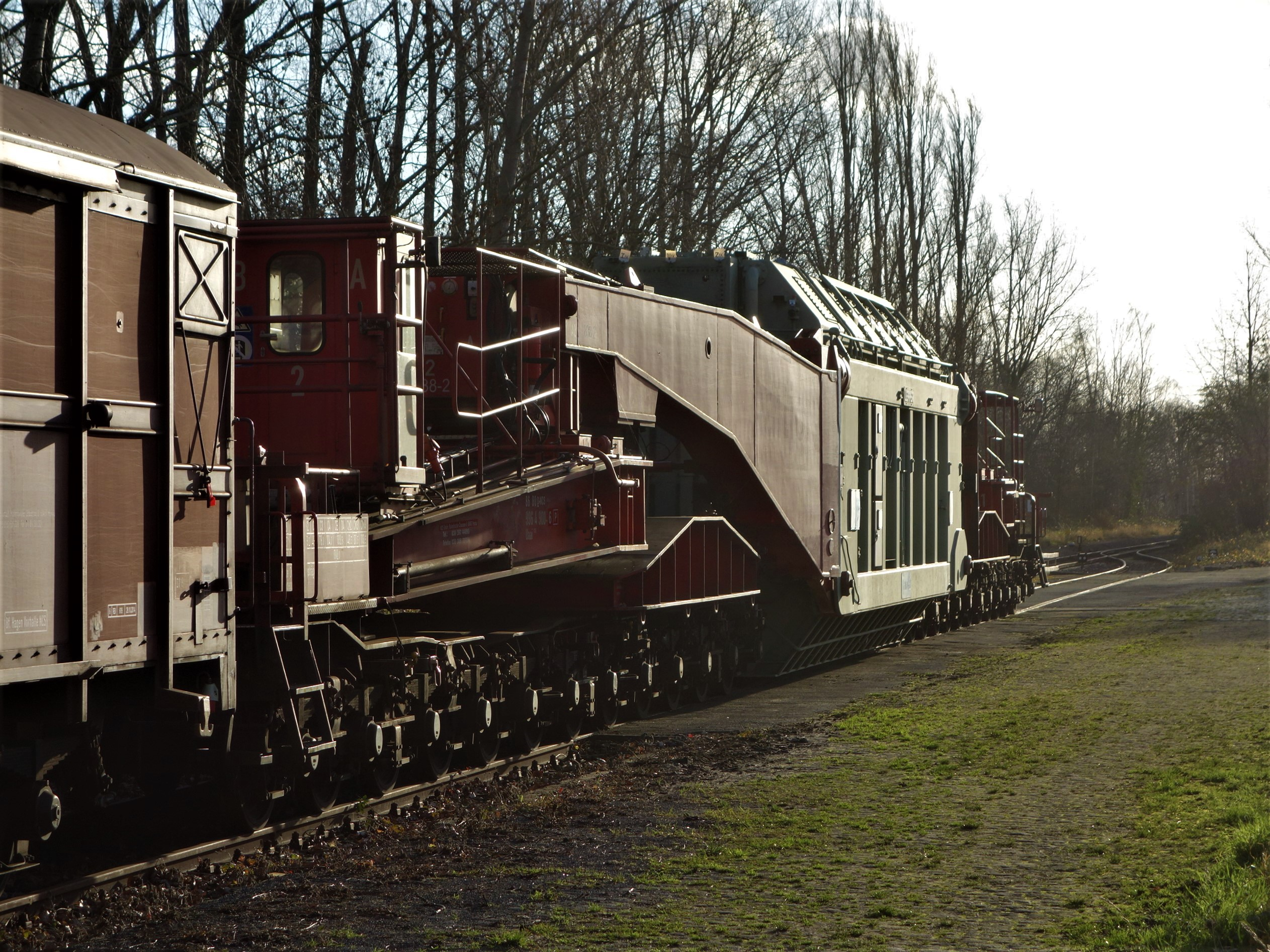
Dezember 2015: Schwerlasttransporter mit 24 Achsen (Typ Uaai 838) in Krauthausen
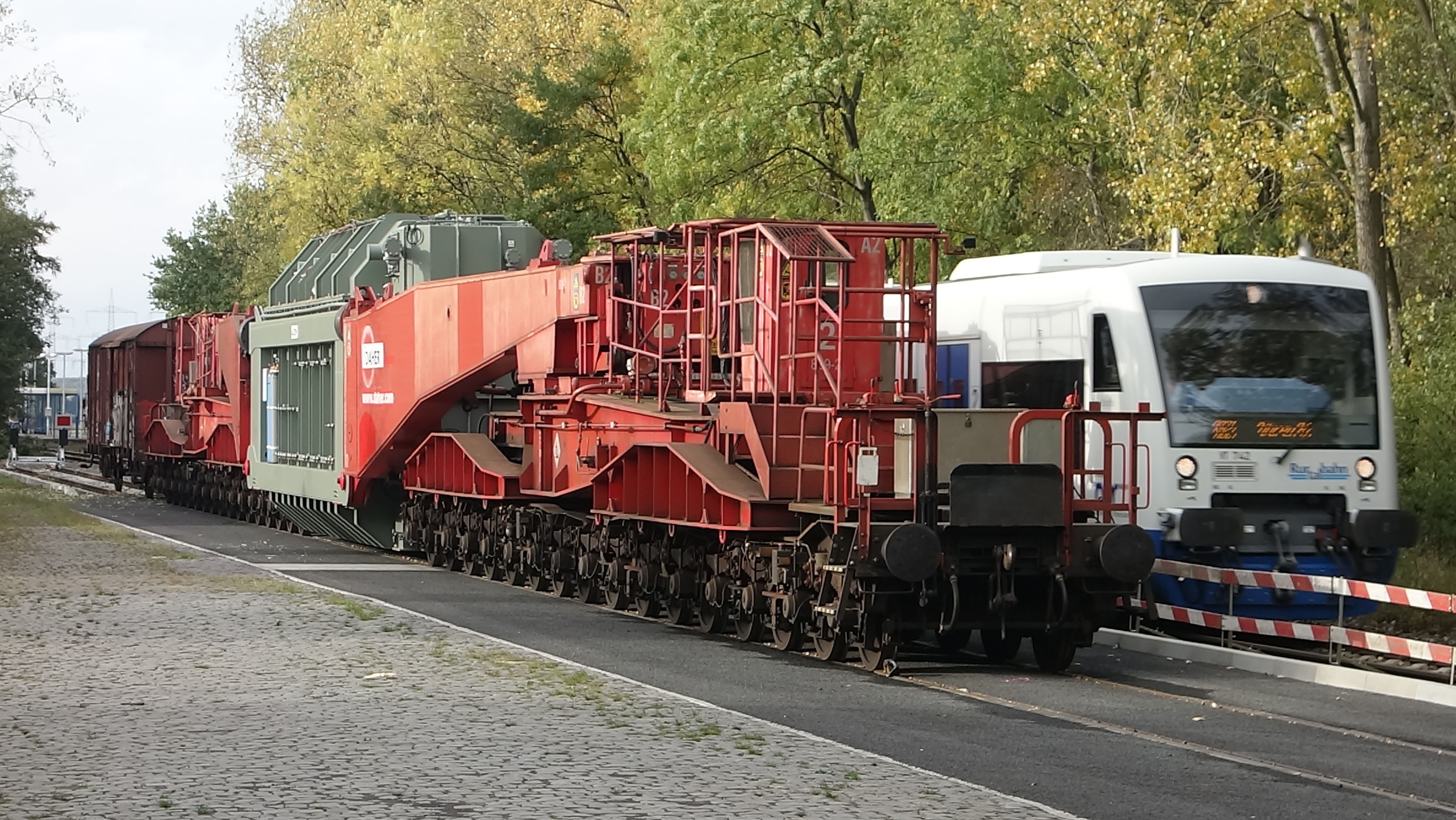
Oktober 2017: Schwerlasttransporter mit 32 Achsen (Typ Uaai 839) in Krauthausen
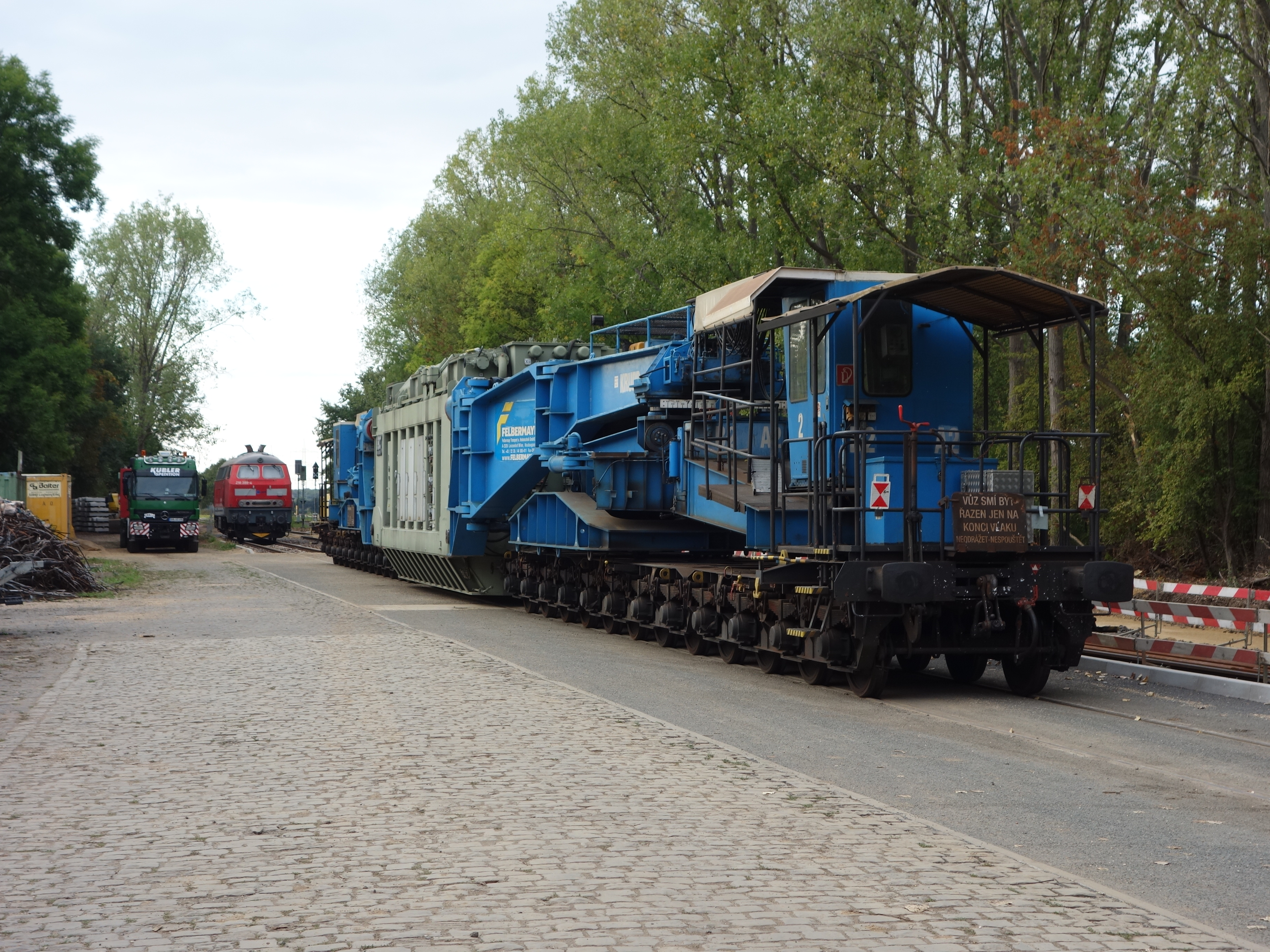
September 2018: Tschechischer Schwerlasttransporter mit 24 Achsen, Lok und Straßentransport-Lkw
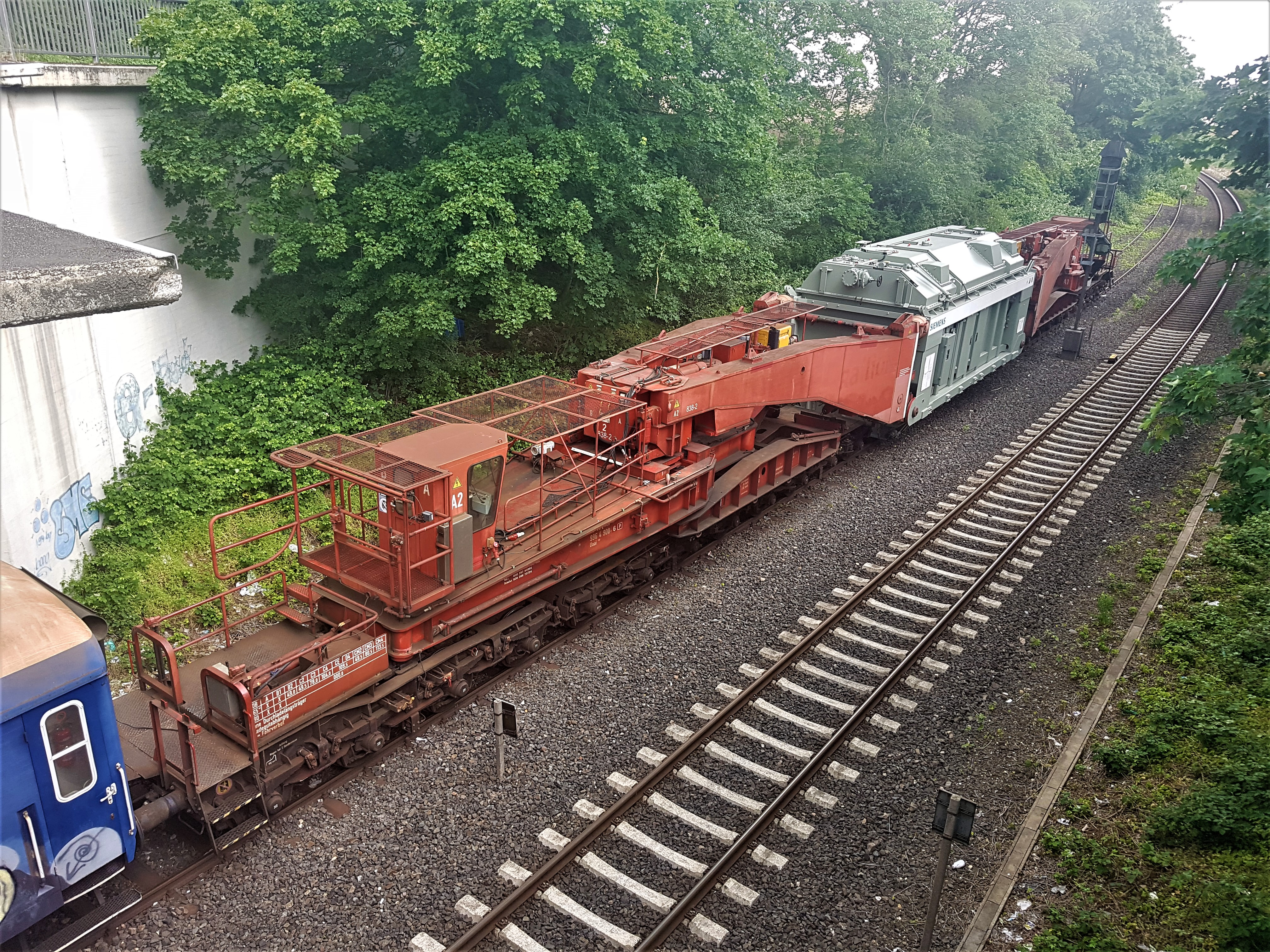
Juni 2019: Der erste von vier ALEGrO-Trafos auf 24 Achsen in Düren kurz vor seiner Fahrt nach Krauthausen